# Tugela Falls
Die Tugela-Fälle sind ein Wasserfall im Royal Natal National Park bei den Drakensbergen in der Provinz KwaZulu-Natal, Südafrika.

## Beschreibung
Der vom Fluss Tugela gespeiste fünfstufige Wasserfall erreicht eine Höhe von 948 Metern. Diese Höhe wird nur noch vom Salto Ángel in Venezuela übertroffen. Die Quelle des Tugela befindet sich am Mont-Aux-Sources, einige Kilometer entfernt. Die Tugela-Fälle sind jedoch der höchste mehrstufige Wasserfall der Welt.

## Galerie

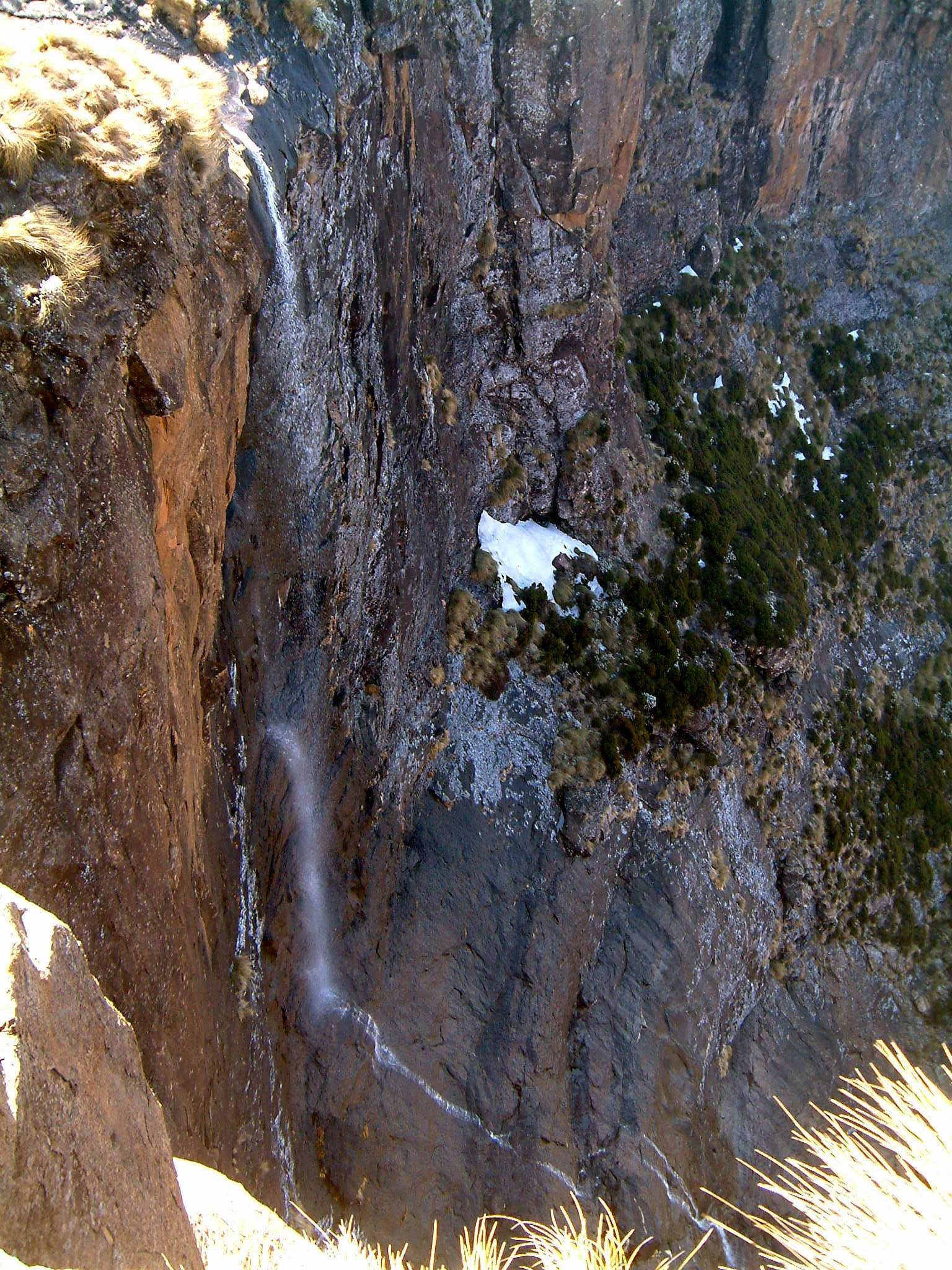
Tugela-Fälle #1
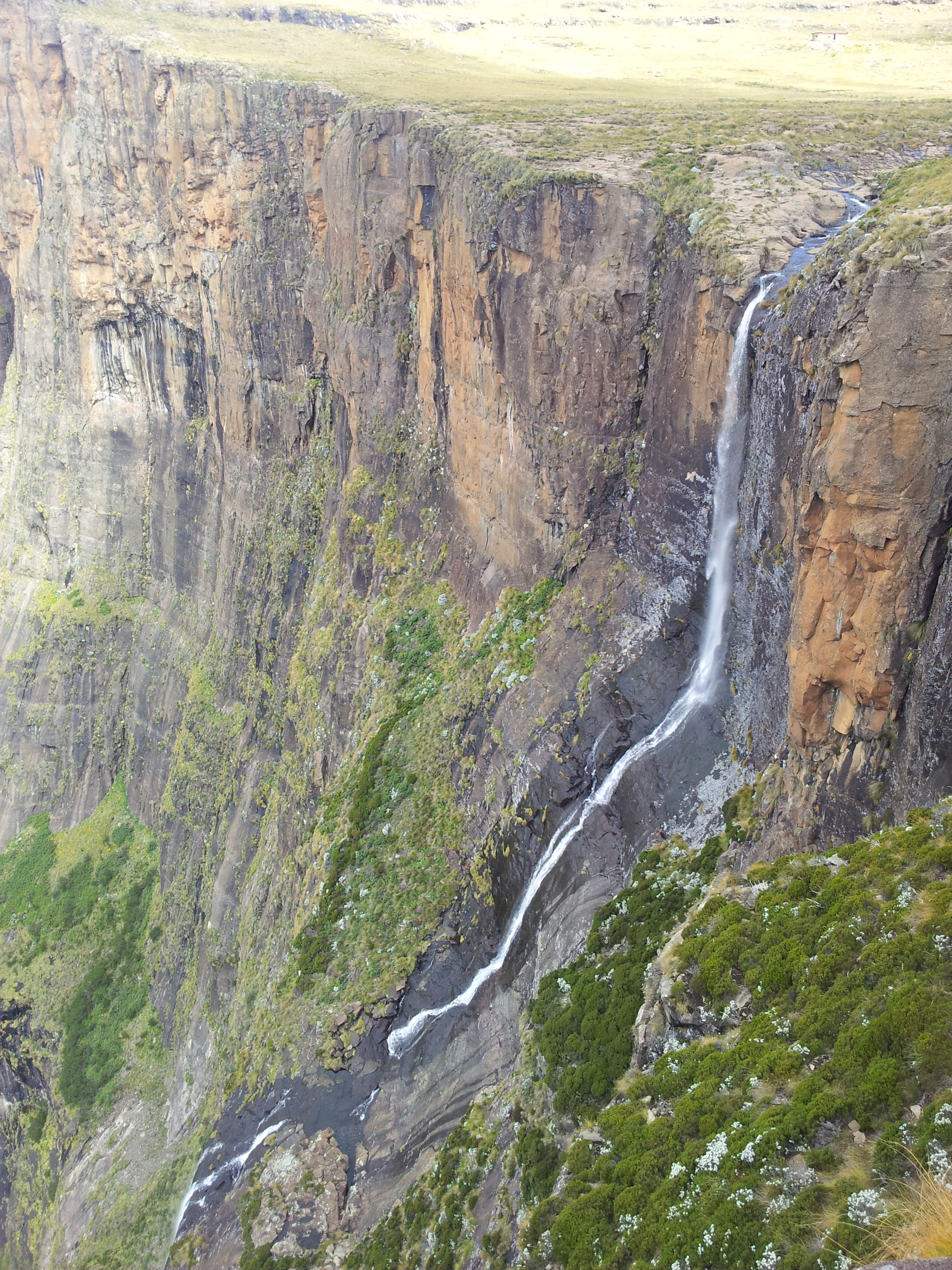
Tugela-Fälle #2